# Nathan Lane (acteur)
Pour les articles homonymes, voir Nathan Lane et Lane.
Nathan Lane, né Joseph Lane le 3 février 1956 à Jersey City, New Jersey, est un acteur et producteur américain.

## Biographie
Nathan Lane est né le 3 février 1956 à Jersey City, New Jersey. Son père, Daniel fut conducteur de poids lourd et est mort à cause de son alcoolisme quand il n'avait que 11 ans.
Sa mère Nora était une femme au foyer ainsi qu'une secrétaire qui souffrait de troubles bipolaires et qui est morte en 2000.
Il a deux frères Robert et Daniel.

### Vie privée
Certaines rumeurs sur son homosexualité ont été lues dans les journaux et il les confirma peu de temps après lors d'une interview.
Il est marié depuis 2015 à Devlin Elliott.

## Carrière
Il fut nommé Meilleur acteur de sa classe de St. Peter's Preparatory School en 1974.
Au cinéma, il a joué dans Joe contre le volcan, Frankie et Johnny, Graine de star, Les Valeurs de la famille Addams, Birdcage, Austin Powers dans Goldmember et Les Producteurs.
Il tient le rôle principal d'Ernest Smuntz dans le film La Souris de Gore Verbinski avec Lee Evans.
Il prête sa voix au personnage de Timon dans Le Roi lion, Le Roi lion 2 et Le Roi lion 3 ou encore au chat Snowbell dans Stuart Little et Stuart Little 2.
Pour la série Georges et Martha, il a dû parler français à certains moments de plusieurs épisodes, tout comme Andrea Martin.
Entre 2010 et 2019, il tient un second rôle récurrent dans la série à succès Modern Family.

## Filmographie

### Cinéma

#### Longs métrages
- 1987 : Ironweed d'Héctor Babenco : Harold Allen
- 1989 : The Lemon Sisters de Joyce Chopra : Charlie Sorrell
- 1990 : Joe contre le volcan (Joe Versus the Volcano) de John Patrick Shanley : Ben
- 1991 : Elle et lui (He Said, She Said) de Ken Kwapis et Marisa Silver : Wally Thurman
- 1991 : Frankie et Johnny (Frankie and Johnny) de Garry Marshall : Tim
- 1993 : Graine de star (Life with Mikey) de James Lapine : Ed Chapman
- 1993 : Les Valeurs de la famille Addams (Addams Family Values) de Barry Sonnenfeld : Le sergent de bureau
- 1994 : Le Roi lion (The Lion King) de Roger Allers et Rob Minkoff : Timon (voix)
- 1995 : Jeffrey de Christopher Ashley : Père Dan
- 1996 : Birdcage (The Birdcage) de Mike Nichols : Albert Goldman
- 1997 : La Souris (MouseHunt) de Gore Verbinski : Ernest Smuntz
- 1998 : Le Roi lion 2 (The Lion King II : Simba's Pride) de Rob LaDuca et Darrell Rooney: Timon (voix)
- 1999 : Premier Regard (At First Sight) d'Irwin Winkler : Phil Webster
- 1999 : Stuart Little de Rob Minkoff : Snowbell (voix)
- 2000 : Isn't She Great d'Andrew Bergman : Irving Mansfield
- 2000 : Peines d'amour perdues (Love's Labour's Lost) de Kenneth Branagh : Costard
- 2000 : Titan A.E. de Don Bluth et Gary Goldman : Preed (voix)
- 2000 : Trixie d'Alan Rudolph : Kirk Stans
- 2002 : Stuart Little 2 de Rob Minkoff : Snowbell (voix)
- 2002 : Austin Powers dans Goldmember (Austin Powers in Goldmember) de Jay Roach : Le mystérieux danseur de disco
- 2002 : Nicholas Nickleby de Douglas McGrath : Vincent Crummles
- 2004 : Rendez-vous avec une star (Win a Date with Tad Hamilton!) de Robert Luketic : Richard Levy
- 2004 : Le Roi lion 3 (The Lion King 1½) de Bradley Raymond : Timon (voix)
- 2005 : Les Producteurs The Producers) de Susan Stroman : Max Bialystock
- 2008 : Swing Vote : La Voix du cœur (Swing Vote) de Joshua Michael Stern : Art Crumb
- 2008 : Roadside Romeo de Jugal Hansraj : Chhainu
- 2009 : Astro Boy : Hamegg (voix)
- 2010 : Casse-Noisette, l'histoire jamais racontée (The Nutcracker in 3D) d'Andreï Kontchalovski : Oncle Albert
- 2012 : Blanche-Neige (Mirror Mirror) de Tarsem Singh : Brighton
- 2013 : The English Teacher de Craig Zisk : Carl Kapinas
- 2016 : Carrie Pilby de Susan Johnson : Dr Petrov
- 2016 : No Pay, Nudity de Lee Wilkof : Herschel
- 2017 : Sidney Hall de Shawn Christensen : Harold
- 2023 : Beau Is Afraid d'Ari Aster : Roger

### Télévision

#### Séries télévisées
- 1981 : Jacqueline Susann's Valley of the Dolls : Un responsable de la scène
- 1982 : One of the Boys : Jonathan Burns
- 1985 : Deux Flics à Miami (Miami Vice) : Morty Price
- 1989 - 1991 : The Days and Nights of Molly Dodd : Bing Shalimar
- 1992 : Unnatural Pursuits : Le passager dans la limousine
- 1995 : Frasier : Phil
- 1995 : Timon et Pumbaa : Timon (voix)
- 1998 : Dingue de toi (Mad About You) : Nathan Twilley
- 1998 - 1999 : Encore! Encore! : Joseph Pinoni
- 1999 - 2000 : George et Martha (George and Martha) : George
- 2000 - 2002 : Teacher's Pet : Spot Helperman (voix)
- 2002 : Sex and the City : Bobby Fine
- 2004 : Larry et son nombril (Curb Your Enthusiasm) : lui-même
- 2004 : Absolutely Fabulous : Kunz
- 2007 : 30 Rock : Eddie Donaghy
- 2010 - 2019 : Modern Family : Pepper Saltzman
- 2012 - 2014 : The Good Wife : Clarke Hayden
- 2015 : American Crime Story : F. Lee Bailey
- 2016 : Bubulle Guppies (Bubble Guppies) : Timon (voix)
- 2016 : Maya & Marty : Connor Grayfield
- 2016 : Difficult People : lui-même
- 2018 : Blacklist (The Blacklist) : Abraham Stern
- 2020 : Penny Dreadful: City of Angels : Inspecteur Lewis Michener
- 2021 - 2022 : Only Murders in the Building : Teddy Dimas
- 2022 : The Gilded Age : Ward McAllister
- 2024 : Monstres : L'Histoire de Lyle et Erik Menéndez : Dominick Dunne
- depuis 2025 : Mid-Century Modern : Bunny Schneiderman (role principal)

#### Téléfilms
- 1996 : The Boys Next Door (en) de John Erman : Norman Bulansky
- 1997 : Merry Christmas, George Bailey de Matthew Diamond : Clarence
- 2001 : Laughter on the 23rd Floor de Richard Benjamin : Max Prince

## Distinctions
- Tony Award du meilleur acteur dans un second rôle dans une pièce lors de la 72e cérémonie des Tony Awards pour Angels in America

## Voix francophones
En version française, Nathan Lane n'a pas de voix régulière. Il est dans un premier temps doublé par Denis Boileau dans Frankie et Johnny, Pierre Laurent dans La Souris, Patrick Guillemin dans  Birdcage, Jean-Claude Donda dans Trixie et Peines d'amour perdues ou encore Jean-Loup Horwitz dans Rendez-vous avec une star et Les Producteurs.
Durant les années 2010, Patrick Guillemin le retrouve dans Modern Family avant d'être remplacé par Michel Mella. Il est également doublé par Bernard Alane dans Blanche-Neige, Richard Leblond dans American Crime Story, Bernard Bollet dans Blacklist et Christophe Lemoine dans Beau Is Afraid. Par la suite, Jean-Loup Horwitz le retrouve dans Penny Dreadful: City of Angels. Michel Dodane lui prête sa voix à trois occasions, dans The Good Wife, Sidney Hall et Monstres. En 2025, Jean-Loup Horwitz le retrouve dans Mid-Century Modern.